# Taramassus cunctator
Taramassus cunctator är en insektsart som först beskrevs av Karsch 1900.  Taramassus cunctator ingår i släktet Taramassus och familjen gräshoppor.

## Underarter
Arten delas in i följande underarter:
- T. c. cunctator
- T. c. flabellatus
- T. c. sjoestedti